# Suisse secrets
Suisse secrets est une fuite d'information survenue en février 2022 portant sur plus de 100 milliards de francs suisses (environ 108,5 milliards de dollars américains, 95,5 milliards d'euros ou 80 milliards de livres sterling) détenus par 30 000 clients du Crédit suisse. Ces clients sont impliqués dans des affaires de corruption, d'évasion fiscale, de vols ou de trafics de stupéfiants.
Ces données portent sur une période s'étendant des années 1940 à 2010.
Cette fuite a été dévoilée par le Organized Crime and Corruption Reporting Project et 46 autres organisations, journaux et agences de presse (dont Le Monde, The Guardian, le Miami Herald, La Nación).

## Personnalités citées
- Personnalités politiques
  - Kassym-Jomart Tokaïev (Kazakhstan)[4]
  - Dariga Nazarbaïeva, fille de l'ex-président Noursoultan Nazarbaïev (Kazakhstan)[4]
  - Roi Abdallah II de Jordanie
  - Billy Rautenbach, conseiller de l’ancien dictateur du Zimbabwe Robert Mugabe[5]
  - Khaled Nezzar, l’ancien chef de l'armée algérienne dans les années 1990[6].
  - Armen Sarkissian, ex-président d’Arménie[7]
  - Gamal et Alaa Moubarak, fils du président égyptien Hosni Moubarak[8]
  - Hussein Salem, industriel du gaz et du tourisme égyptien, mort en 2019[8].
  - Mohamed Makhlouf, beau-frère d’Hafez Al-Assad, président syrien[8]
  - Abdel Halim Khaddam, ancien vice-président syrien, décédé en 2020[8].
  - Samir Rifaï, ancien premier ministre jordanien[8]
  - James Soong Chu-yu, ancien secrétaire général du Kuomintang à Taïwan[9]
- Membres des services de renseignement
  - Omar Souleiman, directeur du service de renseignement égyptien sous Hosni Moubarak (1996 et 2003)[10]
  - Sa’ad Khair, chef des services de renseignement jordaniens entre 2000 et 2005[10].
  - Ghaleb Al-Qamish, chef des services de renseignement du Yémen[10].
  - Akhtar Abdur Rahman, ancien chef des services secrets pakistanais, et ses enfants[10].
- Criminalité organisée
  - A.V, blanchisseur de deux clans de la 'Ndrangheta calabraise[11].
  - Rodoljub Radulovic, trafiquant serbe de stupéfiants[12].
- Cadres dirigeants 
  - Eduard Seidel, Siemens (corruption au Nigeria) [13]

## Réactions de Crédit Suisse
Le 20 février 2022, Crédit Suisse a rejeté formellement l'illégalité des actions décrites par ces fuites.

## Conséquences judiciaires
L'auteur de la fuite des "Suisse Secrets" est poursuivi pour espionnage économique. À la suite de la publication de cette enquête, le parquet fédéral helvétique a ouvert une enquête sur plainte de Credit Suisse pour "service de renseignements économiques, violation du secret d'affaires et violation du secret bancaire". Le premier délit étant considéré comme une "infraction politique", le parquet a dû obtenir l'aval du Conseil fédéral pour lancer cette procédure,.